# Aleksander Wasilewski (poseł)
Aleksander Jakub Wasilewski (ur. 26 lutego 1884 w Zalesiu, zm. 12 grudnia 1944 w Ankonie, we Włoszech) – polski lekarz i działacz społeczny, polityk, poseł na Sejm w II RP.

## Życiorys
Uczył się w gimnazjach w Siedlcach i Pułtusku. Ukończył gimnazjum w Tallinnie i wydział lekarski na uniwersytecie w Dorpacie.
Od 1902 roku należał do „Zet”-u. Za udział w strajku szkolnym w 1905 roku został relegowany ze szkół w Królestwie Polskim. Należał do Stowarzyszenia „Polonia” w Dorpacie.
W czasie I wojny światowej służył w rosyjskiej marynarce wojennej. Po 1917 roku służył w II Korpusie Wschodnim i 4 Dywizji Strzelców generała Lucjana Żeligowskiego. W 1918 roku wstąpił ochotniczo do Wojska Polskiego. W 1921 roku przeszedł do rezerwy.
Od tego roku pracował jako lekarz miejski w Kołomyi. Był prezesem Towarzystwa Szkoły Ludowej, Związku Oficerów Rezerwy i Związku Rezerwistów w Kołomyi, gdzie mieszkał.
W 1935 roku został posłem sejmu IV kadencji (1935–1938) wybranym 39 167 głosami z okręgu nr 67 (powiaty: kołomyjski, horodeński, śniatyński i kosowski). Członek Zarządu Okręgu Pokuckiego Towarzystwa Rozwoju Ziem Wschodnich w 1939 roku. 
W 1939 roku brał udział w wojnie obronnej. Rok później z rodziną został wywieziony do Kazachstanu. Kiedy generał Władysław Anders organizował Armię Polską w ZSRR, wstąpił w jej szeregi jako oficer i lekarz. Zmarł pod koniec 1944 roku w Ankonie, we Włoszech. Został pochowany na Polskim Cmentarzu Wojennym w Loreto.

## Odznaczenia
- Krzyż Srebrny Orderu Virtuti Militari
- Krzyż Walecznych
- Medal Niepodległości
- Medal Pamiątkowy za Wojnę 1918–1921[5].

## Życie prywatne
Był synem Edwarda i Julii z Bujalskich. Ożenił się w 1922 roku z Zofią Piaskiewicz.